# اخو قهاتا
اخو قهاتا (به اسپانیایی: Ukhu Qhata) یک کوه در پرو است که در Peru, Junín Region واقع شده‌است. اخو قهاتا ۵٬۲۰۰ متر بالاتر از سطح دریا واقع شده‌است.